# Dicranomyia (Dicranomyia) patruelis
Dicranomyia (Dicranomyia) patruelis is een tweevleugelige uit de familie steltmuggen (Limoniidae). De soort komt voor in het Neotropisch gebied.